# Vojtěch Blahuta
Vojtěch Blahuta (* 5. ledna 1986 Frýdek-Místek) je český divadelní herec, od roku 2019 člen souboru Národního divadla Brno.

## Život
Ve Frýdku-Místku se poprvé seznámil s ochotnickým divadlem, v němž jeho matka Šárka zastávala post první herečky. Byl tak velmi ovlivněn divadlem, že se rozhodl připravovat na přijímací zkoušky na Janáčkovu konzervatoř v Ostravě. Během čtvrtého ročníku konzervatoře již hostoval spolu se svými kolegy v muzikálu Šakalí léta v Národním divadle moravskoslezském. Po absolutoriu v roce 2005 zde získal angažmá a strávil zde dvě sezóny. V roce 2007 přijal nabídku na angažmá do činoherního souboru Městského divadla Brno, prosadil se zde vedle činohry také v muzikálech.
V roce 2019 nastoupil do Mahenovy činohry Národního divadla Brno.
V roce 2013 účinkoval v oceňovaném virálním videoklipu Miluji tě, mé VUT! brněnského Vysokého učení technického.

## Divadelní role

### Role v Městském divadle Brno
Vojtěch Blahuta zde od roku 2007 ztvárnil celkem 37 rolí. Mezi nejvýznamnější z nich patří:
- Moric – Probuzení jara
- Christopher – Podivný případ se psem
- Alan Strang – Equus
- Šmudla – Sněhurka a sedm trpaslíků
- Barnabáš Tucker – Hello, Dolly!
- Václav Krhounek – Škola základ života
- Adson – Jméno růže
- Tuzenbach – Tři sestry
- Konferenciér – Chicago
- Ondřej Vlček – Divá Bára
- Dr. Einstein – Jezinky a bezinky
- Sebastien Bruckner – Mefisto
- Gustav Harmoniensis – Těžká Barbora
- Jenda – Všemocný pan Krott

### Role v Národním divadle Brno
- muž 2 – Edison!
- Hrabě d`Albafiorita – Mirandolína
- Edgar – Mars
- Pan Peel – Protokol[2]
- Barry – Velmi, velmi, velmi temný příběh
- Bobin – Slaměný klobouk
- Kašpar – Nikdo
- Brandenburger – Sňatky na železnici

### Další role
- Národní divadlo moravskoslezské: Zvonokosy, Šakalí léta, Saturnin, Sladký život a další
- BuranTeatr: Pán s kaméliemi, Amazonie, Heda Gablerová, Misantrop, Parchant v klobouku, Univerzální sci-fi
- Zbrojovkapůl: Mašíni cestou samurajů
- Divadlo na Fidlovačce: Kennedyho děti
- StageArtCz: Like Shakespeare

## Televizní a filmové role
- Četníci z Luhačovic, epizoda Staré dluhy, 2017
- Policie Modrava, epizoda Sestřička, 2017
- Amber, studentský film, 2019